# 1.º Batalhão da Polícia Militar de Cuiabá
O 1° Batalhão da Polícia Militar de Cuiabá (1°BPM) é uma unidade militar subordinada a Polícia Militar do Estado de Mato Grosso. É a primeira força policial de grande porte instalada no estado. Foi originalmente criada nos tempos do Império do Brasil em 5 de setembro de 1835 sob o nome "Homens do Mato". Entretanto, com a Proclamação da República do Brasil, viu-se a necessidade de uma reformulação do órgão, recebendo a designação atual em 28 de julho de 1901. Devido a seus serviços prestados e participação ativa na formação da história do Mato Grosso e de Cuiabá, sua fachada foi tombada pelo IPHAN como patrimônio cultural brasileiro a 27 de dezembro de 2004.